# Madona (Letonia)
Madona (alemán: Madohn) es una villa letona, capital del municipio homónimo.
A fecha de 1 de enero de 2016 tiene 7971 habitantes. Su población se compone en un 79% por letones y en un 16% por rusos.
Se conoce su existencia desde 1461 y es villa desde 1926. Está históricamente vinculada a una finca vecina llamada Birži. La villa cuenta con uno de los museos más destacables del país, fundado en 1944 y que contiene más de cien mil elementos históricos.
Se ubica sobre la carretera P37, unos 50 km al noreste de Jēkabpils.